# Аронін Володимир Сахнович
 Володи́мир Сахно́вич Аро́нін (* 14 червня 1941 — 30 липня 2012) — радянський і російський художник кіно, художник-постановник. Заслужений художник Російської Федерації (2001). Лауреат двох Державних премій Російської Федерації (1995, 1999). 

## Біографічні відомості
Закінчив 1964 року Вище Московське художнє училище пам'яті 1905 року, 1969 року — художній факультет Всесоюзного державного інституту кінематографії (майстерня Г.О. М'ясникова і М.О. Богданова).
Художник-постановник фільму «Тато» (в оригіналі — «Папа»), який 2003 року в Кам'янці-Подільському знімав Володимир Машков. За словами Ароніна, «з погляду художника-постановника, українське містечко Кам'янець-Подільський, де відбувалася основна частина зйомок, — саме по собі чудова декорація для знімання історичного фільму. Тут мало що змінилося з 1929 року, коли починається дія картини. Це — насичене, точне та дуже гарне місце, в якому герої фільму можуть існувати цілком органічно. Хоча, звичайно, довелося багато що і будувати, і „вписувати“ в наявні будівлі».
Лауреат Державних премій Російської Федерації:
- 1995 — за фільм «Стомлені сонцем»
- 1999 — за фільм «Сибірський цирульник»

## Фільмографія
- «П'ятірка відважних» (1970)
- «Командир щасливої „Щуки“» (1972)
- «Якщо хочеш бути щасливим» (1974, у співавт.)
- «На ясний вогонь» (1975)
- «Сонце, знову сонце» (1976, у співавт.)
- «Поклич мене в далечінь світлу» (1977)
- «Зліт» (1979, у співавт.)
- «Не стріляйте в білих лебедів» (1980)
- «Зорепад» (1981)
- «Золоті рибки» (1981)
- «Казки… казки… казки старого Арбату» (1982)
- «Місячна веселка» (1983)
- «Борис Годунов» (1986)
- «Трагедія в стилі рок» (1988)
- «Автостоп» (1990)
- «Віват, гардемарини!» (1991)
- «Прорва» (1992)
- «Стомлені сонцем» (1994)
- «Музика для грудня» (1995)
- «Лінія життя» (1996)
- «Сибірський цирульник» (1998)
- «Мама» (1999)
- «Фортуна» (2009)
- «Займемося любов'ю» (2002)
- «Тато»
- «Повний вперед!» (2004)
- «Статський радник» (2005)
- «Онук космонавта» (2007)
- «Таємниці палацових переворотів» (2008, телесеріал)
- «Втеча» (2010, телесеріал)
- «Стомлені Сонцем 2: Передстояння» (2010)
- «Стомлені сонцем 2: Цитадель» (2011) та ін.